# IC 1189
IC 1189 је спирална галаксија у сазвјежђу Херкул која се налази на листи објеката дубоког неба у Индекс каталогу.
Деклинација објекта је + 18° 10' 57" а ректасцензија 16h 6m 14,6s. Привидна величина (магнитуда) објекта IC 1189 износи 14,5 а фотографска магнитуда 15,4. IC 1189 је још познат и под ознакама MCG 3-41-119, MK 300, CGCG 108-144, DRCG 34-126, KUG 1604+183, IRAS 16040+1818, PGC 57135.